# کارلوس آلبرتو دوس سانتوس گومز
کارلوس آلبرتو دوس سانتوس گومز (به پرتغالی: Carlos Alberto dos Santos Gomes) مدافع اهل برزیل است که در شهر Boquim و در تاریخ ۲۲ اکتبر ۱۹۸۰ به دنیا آمده‌است.
کارلوس آلبرتو دوس سانتوس گومز در تیم‌های فوتبال Paysandu سابقهٔ حضور دارد.